# Centrum Mocni w Duchu
Centrum Mocni w Duchu (wcześniej Ośrodek Odnowy w Duchu Świętym) – centrum ewangelizacyjno-formacyjne w Kościele katolickim, mające swoją siedzibę w Łodzi. Formalnie stanowi jednostkę lokalną Parafii Najświętszego Imienia Jezus w Łodzi.

## Historia
Organizacja została założona w 1987 przez członka zakonu Towarzystwa Jezusowego Józefa Kozłowskiego. Stanowiło to odpowiedź na coraz większą popularność Ruchu Odnowy w Duchu Świętym oraz powstające w całej Polsce związane z nim wspólnoty. Wówczas centrum otrzymało nazwę Ośrodek Odnowy w Duchu Świętym, którą nosiło do 2017, kiedy to zmieniono ją na Centrum Mocni w Duchu.    

## Działalność

### Grupy Odnowy w Duchu Świętym
Centrum jako swój główny cel uznaje szeroko rozumiane działania związane z ewangelizacją. Sprowadza się do przede wszystkim do koordynacji grup Odnowy w Duchu Świętym. W praktyce grupy w parafii podlegają proboszczowi, jednak to centrum koordynuje działania wszystkich wspólnot charyzmatycznych. Poza tym Centrum Mocni w Duchu współpracuje ze wszystkimi wspólnotami charyzmatycznymi na terenie archidiecezji łódzkiej oraz z ponad setką wspólnot w całej Polsce i wśród Polonii. Największą grupą charyzmatyczną w archidiecezji łódzkiej jest działająca przy centrum, i ściśle z nią współpracująca, Wspólnota Mocni w Duchu, która na regularnych spotkaniach gromadzi ok. 300 osób. Natomiast całą grupę tworzy ok. 500 osób, z czego 240 osób zaangażowanych jest w trzydziestu różnych posługach (ewangelizacyjnych i modlitewnych). Spotkania modlitewne grupy są transmitowane i można je oglądać na portalu YouTube.

### Czasopismo
Od 1992 ośrodek wydaje również własny dwumiesięcznik zatytułowany "Szum z Nieba", którego nakład oscyluje między 5000 a 5500 egzemplarzy, a także dostępny jest w wersji elektronicznej.     
Początkowo pismo rozprowadzane było przez wolontariuszy, gdy jego popularność się zwiększała zaczęły zamawiać je wspólnoty Odnowy z innych miast. Z czasem czasopismo zaczęło docierać do kilkuset wspólnot oraz do księgarni katolickich w Polsce. Po paru latach czasopismo zaczęło również być rozprowadzane za granicą, wśród Polonii mieszkającej w krajach Europy i na innych kontynentach. W 2008 wprowadzono natomiast elektroniczną wersję czasopisma.      
Przez pierwsze trzy lata swojego istnienia „Szum z Nieba” był periodykiem, dopiero od 1995 jest wydawany jako dwumiesięcznik. Pismo stało się częścią misji Ośrodka, a jego pracownicy równolegle pracowali nad redakcją książek lub wysyłką kaset i książek ewangelizacyjnych.  Redaktorem naczelnym czasopisma jest Malwina Kocot, natomiast opiekunem duchowym jezuita Paweł Sawiak.     

### Internet
Centrum działa również w internecie na kilku portalach społecznościowych, takich jak Facebook, Twitter, Instagram, czy na portalu YouTube, gdzie prowadzi telewizję internetową Mocni w Duchu - Jezuici TV.    

### Stowarzyszenie Mocni w Duchu
Jako oddzielna osoba prawna obok centrum funkcjonuje również Stowarzyszenie Mocni w Duchu, posiadające status organizacji pożytku publicznego, które jest odpowiedzialne za prowadzenie terapeutycznego domu dziecka oraz świetlicy środowiskowej. Stowarzyszenie podejmuje się również wielu projektów związanych z pomocą dzieciom w trudnych sytuacjach (jak przemoc domowa czy ubóstwo), edukacją czy organizacją kolonii dla dzieci i młodzieży.

### Inne
Ponadto ośrodek organizuje warsztaty muzyczne, warsztaty tańca, koncerty, rekolekcje, warsztaty dla małżeństw, wykłady itp. W centrum działa również zespół muzyczny Mocni w Duchu (od którego m.in. ośrodek przejął nazwę), Wydawnictwo Mocni w Duchu, księgarnia, poradnia psychologiczna, a także Dom Miłosierdzia (założony w 2010, jako pierwszy w Polsce).